# Alquimia
Alquimia est un groupe de heavy metal espagnol, originaire des Asturies. Il est formé par le guitariste et compositeur Alberto Rionda (Avalanch).

## Biographie
Après avoir annoncé une pause indéfinie avec Avalanch, le 13 février 2013, à travers les réseaux sociaux et portails d'information spécialisés dans le metal, Alberto Rionda travaille sur un nouveau projet qui s'appellerait Alquimia,,. Plus tard, le 18 février 2013, il annonce que Alquimia sera composé d'Israel Ramos (Amadeüs) à la voix, Rionda à la guitare, Rubén Lanuza (Amadeüs) à la basse, Chez García (Avalanch) aux claviers, et Marco Álvarez (Avalanch) à la batterie. Ce dernier finit par abandonner le groupe. Le 16 septembre 2013, il est officiellement remplacé par le cubain Leo Duarte. Cette même année, le groupe publie l'album éponyme, Alquimia.
Vers la mi-2015, le groupe annonce un deuxième album studio. Ainsi sort Espiritual, au label Mutus Liber, remarqué par la presse spécialisée,,. En décembre 2016, Alberto Rionda annonce dans une interview le retour d'Avalanch pour le 15e anniversaire de El Ángel caído, déclarant donc l'arrêt indéfini de Alquimia.

## Membres

### Derniers membres
- Israel Ramos - chant (2013–2016)
- Alberto Rionda - guitare (2013–2016)
- Rubén Lanuza - basse (2013–2016)
- Chez García - claviers (2013–2016)
- Leo Duarte - batterie (2013–2016)

### Anciens membres
- Marco Álvarez - batterie (2013)

## Discographie

### Albums studio
- 2013 : Alquimia (Mutus Liber)
- 2015 : Espiritual

### Singles
- 2014 : La Llama eterna
- 2015 : Sol negro